# 錫塔布爾縣
錫塔布爾縣是印度的一個縣，位於該國北部，由北方邦負責管轄，面積5,743平方公里，2011年人口4,474,446，人口密度為每平方公里779人。

## 历史
錫塔布爾在1857年的第一次印度独立战争(印度民族起义)中占有举足轻重的地位。

## 外部連結
- Sitapur district website （页面存档备份，存于）

27°30′N 80°55′E / 27.500°N 80.917°E